# Argyrotheca cistellula
Acrobelesia cooperi é uma espécie de braquiópode pertencente à família Megathyrididae.
A autoridade científica da espécie é Searles-Wood, tendo sido descrita no ano de 1841.
Trata-se de uma espécie presente no território português, incluindo a sua zona económica exclusiva.